# Francesca Gino
Francesca Gino (* 18. April 1978 in Tione di Trento) ist eine italienisch-amerikanische Verhaltenswissenschaftlerin.
Nachdem eine Untersuchung ergeben hatte, dass sie in ihrer Forschung Daten gefälscht hatte, wurde sie im Juni 2023 von ihrer Position als Tandon Family Professor of Business Administration an der Harvard Business School (HBS) und als Leiterin der HBS-Abteilung Negotiation, Organizations and Markets (NOM) unbezahlt beurlaubt und im Mai 2025 entlassen.

## Ausbildung und beruflicher Werdegang
Gino wuchs in Tione di Trento, Italien, auf. Sie absolvierte 2001 ihren Bachelor-Abschluss an der Universität Trient, Italien, und 2004 ihren Master und ihre Promotion an der Scuola Superiore Sant’Anna in Pisa. Während ihres Studiums kam sie als Gaststipendiatin an die Harvard Business School und blieb nach Abschluss ihrer Promotion als Postdoktorandin dort.
Bevor sie 2010 an die Harvard-Universität kam, lehrte sie an der University of North Carolina in Chapel Hill und der Carnegie Mellon University in Pittsburgh.

## Karriere
Gino führte Forschungen über Regelverstöße durch, die sie in ihrem 2018 erschienenen Buch Rebel Talent erörtert. Sie war Teil des Programms zu Verhandlungen und Streitbeilegung der Harvard Law School und Teil der Initiative Mind, Brain, Behavior der Harvard-Universität. Von Dezember 2016 bis 2019 war sie Chefredakteurin von Organizational Behavior and Human Decision Processes, einer wissenschaftlichen Fachzeitschrift mit Peer-Review-Verfahren.
Gino, Mitverfasserin von zahlreichen Peer-Review-Artikeln, wurde von dem Verhaltensforscher Maurice Schweitzer an der Wharton School als „führende Wissenschaftlerin auf dem Gebiet der Verhaltenswissenschaften“ bezeichnet.

## Vorwürfe der Datenfälschung
Im Jahr 2020 oder früher entwickelte die Doktorandin Zoé Ziani Bedenken hinsichtlich der Glaubhaftigkeit der Ergebnisse einer viel beachteten Arbeit von Gino über Networking. Nach Angaben von Ziani wurde sie von ihren akademischen Beratern nachdrücklich davor gewarnt, Gino zu kritisieren, und zwei Mitglieder ihres Dissertationsausschusses weigerten sich, ihre Dissertation zu genehmigen, wenn sie die Kritik an Ginos Arbeit nicht daraus streichen würde. Im Frühjahr 2021 führte Ziani eine Replikation von Ginos Studie durch, wobei sie keine der von Gino berichteten Effekte erzielen konnte und zu dem Schluss kam, „dass die Effektgröße der Studie fast unmöglich auf natürliche Weise zustande gekommen sein kann“ (wie The New Yorker zusammenfasst). Ziani alarmierte daraufhin zusammen mit einem Mitarbeiter Data Colada, ein Team von drei Verhaltenswissenschaftlern, die für die Untersuchung fehlerhafter Forschung bekannt sind und seit 2014 unabhängig voneinander Bedenken hinsichtlich Ginos Arbeit entwickelt hatten. Später im selben Jahr wandte sich das Data-Colada-Team an die Harvard-Universität und berichtete von Auffälligkeiten in vier Arbeiten von Gino. Harvard führte daraufhin mit Hilfe einer externen Firma eine eigene interne Untersuchung durch, bei der neben den von Data Colada aufgedeckten Fällen weitere Datenmanipulationen festgestellt wurden.
Im Juni 2023, nachdem die interne Untersuchung zu einem 1200-seitigen Bericht geführt hatte, in dem Gino für schuldig befunden wurde, wurde sie von der Harvard Business School für zwei Jahre von ihrer Position freigestellt. Der Dekan der HBS erklärte: „Nach einer umfassenden Bewertung, die von Anfang bis Ende 18 Monate dauerte, kam der Untersuchungsausschuss, der sich aus drei hochrangigen HBS-Kollegen zusammensetzte, zu dem Schluss, dass ein Fehlverhalten in der Forschung vorlag“. Dem Bericht zufolge lieferte Gino zwei Erklärungen für die Anzeichen einer Datenmanipulation: Entweder handele es sich um einen ehrlichen Fehler von ihr oder ihren Forschungsassistenten, oder es habe „jemand, der Zugriff auf ihren Computer, ihren Account bei einem Online-Datenspeicher und/oder ihre Dateien“ ihre Daten in böswilliger Absicht manipuliert, wobei sie eine ihrer Mitautoren in einer der inzwischen zurückgezogenen Veröffentlichungen als die wahrscheinlichste Verdächtige nannte. Keine dieser beiden Erklärungen wurde von den Harvard-Ermittlern akzeptiert, die in dem Bericht schrieben: „Obwohl wir anerkennen, dass die Theorie eines böswilligen Akteurs eventuell möglich sein könnte, halten wir sie nicht für plausibel“. Sie fügten hinzu, dass Ginos „wiederholte und energische Argumentation für ein Szenario der Datenfälschung durch böswillige Akteure in vier verschiedenen Studien – ein Argument, das wir für äußerst wenig plausibel halten – uns an der Glaubwürdigkeit ihrer schriftlichen und mündlichen Aussagen vor diesem Ausschuss im Allgemeinen zweifeln lässt.“
Etwa zur gleichen Zeit, als Harvard Gino freistellte, veröffentlichte Data Colada vier Blogbeiträge, in denen Beweise dafür geliefert wurden, dass die vier Arbeiten (die zu diesem Zeitpunkt alle zurückgezogen worden waren oder zurückgezogen werden sollten) und möglicherweise weitere von Gino „gefälschte Daten enthalten“. Die vier inzwischen zurückgezogenen, von Gino mitverfassten Arbeiten, denen Data Colada vorwirft, betrügerische Daten zu enthalten, sind:
- Shu, Mazar, Gino, Ariely, Bazerman: Signing at the beginning makes ethics salient and decreases dishonest self-reports in comparison to signing at the end. In: Proceedings of the National Academy of Sciences. Band 2012, Nr. 109, 2012, S. 15197–15200 (englisch, apa.org). (Retraction: 2021[18])
- Gino, Kouchaki, Galinsky: The Moral Virtue of Authenticity: How Inauthenticity Produces Feelings of Immorality and Impurity. In: Psychological Science. Nr. 26, 2015, S. 983–996 (englisch, apa.org). (Retraction: 2023[19])
- Gino, Wiltermuth: Evil Genius? How Dishonesty Can Lead to Greater Creativity. In: Psychological Science. 2014, S. 973–981 (englisch). (Retraction: 2023[20])
- Gino, Kouchaki, Casciaro: Why Connect? Moral Consequences of Networking with a Promotion or Prevention Focus. In: Journal of Personality and Social Psychology. Nr. 119, 2020, S. 1221–1238 (englisch, apa.org). (Retraction: 2023[21])

Die erste dieser Arbeiten wurde zurückgezogen, weil dem Co-Autor Dan Ariely, unabhängig von Gino, vorgeworfen wurde, die Daten manipuliert zu haben, wie Data Colada berichtete. Ariely bestätigte, dass die Daten gefälscht worden sein müssen, bestreitet aber dafür verantwortlich zu sein. Die anderen drei Arbeiten wurden als Reaktion auf die Untersuchung gegen Gino von Harvard zurückgezogen.

### Klage wegen Verleumdung
Gino reichte daraufhin eine Verleumdungsklage gegen Harvard, den Dekan der Harvard Business School, Srikant Datar, und die drei Ermittler von Data Colada in Höhe von 25 Millionen Dollar ein und behauptete, dass sie sich verschworen hätten, um ihren Ruf durch falsche Anschuldigungen zu schädigen, und dass die gegen sie verhängten Strafen eine geschlechtsspezifische Diskriminierung gemäß Title IX darstellten. Gino bestritt, Daten gefälscht zu haben, und beschuldigte Harvard und das Data-Colada-Team, „zusammen gearbeitet zu haben, um meine Karriere und meinen Ruf zu zerstören, obwohl sie zugaben, dass sie keine Beweise für ihre Anschuldigungen haben“.
Die Klage gab Anlass zur Sorge über Chilling effect. Simine Vazire, Befürworterin der offenen Wissenschaft, sammelte über 370.000 Dollar, um die Anwaltskosten von Data Colada zu decken.
Am 10. Oktober 2023 beantragten die Harvard-Universität und Dekan Datar die teilweise Abweisung der Klage mit der Begründung, dass die Universität in ihren akademischen Entscheidungen autonom sein müsse (laut The Harvard Crimson). Am 8. November 2023 beantragten die Beklagten von Data Colada die Abweisung der gegen sie erhobenen Ansprüche mit der Begründung, dass die Klage von Gino nicht den Anforderungen an eine Verleumdungsklage entspricht.
Am 11. September 2024 wies das Gericht sämtliche Klagepunkte gegen Data Colada ab. Auch die inhaltlichen Klagepunkte gegen Harvard wurden abgewiesen; weiter anhängig ist Ginos Vorwurf der Vertragsverletzung und geschlechtsspezifischer Diskriminierung; letzterer aus formalen Gründen, da Harvard keine Abweisung beantragt hatte.

### Many Co-Authors Project
Nach den Enthüllungen von Harvard und Data Colada wurde von einer Gruppe von Ginos Mitautoren das Many Co-Authors Project ins Leben gerufen, eine „Massenselbstprüfung“ (The Chronicle of Higher Education), bei der über 140 Koautoren von Francesca Gino versuchen, „Informationen über die Herkunft und Verfügbarkeit der Daten für alle von Francesca Gino mitverfassten Artikel zu sammeln und auszutauschen“. Am 6. November 2023 wurden die ersten Ergebnisse veröffentlicht, wobei 56 Artikel aufgelistet wurden, in denen Gino als an der Datenerhebung beteiligt genannt wurde, und berichtet wurde, dass bei etwa 60 % dieser Artikel alle Mitautoren, die geantwortet hatten, keinen Zugang zu den Rohdaten hatten. Die Verhaltenswissenschaftlerin Juliana Schroeder von der UC Berkeley erklärte, dass sie und andere Mitarbeiter die Rücknahme einer anderen Arbeit, an der sie gemeinsam mit Gino beteiligt waren, veranlasst hätten, da es ihnen nicht gelungen sei, die Daten für vier Experimente in der Arbeit aufzuspüren und es bei zwei anderen Datensätzen „unerklärliche Probleme“ gegeben habe. Gino reagierte, indem sie dem Many Co-Authors Project vorwarf, sie ungerechtfertigterweise für eine Überprüfung herausgegriffen zu haben, und indem sie einen der beteiligten Forscher beschuldigte, fälschlicherweise zu behaupten, Gino habe Daten für eine der Arbeiten gesammelt.

### Plagiatsvorwurf
Am 24. Juni 2023 veröffentlichte der Bildungsblog Extra Muros einen Artikel, in dem eine Passage aus Rebel Talent mit einem bemerkenswert ähnlichen Absatz aus einem Artikel von John Dellinger verglichen wurde, der ursprünglich im Military History Magazine im August 1998 erschienen war. Der Autor, Bruce I. Gudmundsson, fügte hinzu, dass diese Übereinstimmung eine der vielen bemerkenswerten Ähnlichkeiten zwischen Ginos Buch und dem Artikel von Dellinger sei.

## Bücher
- Francesca Gino: Sidetracked: Why our decisions get derailed, and how we can stick to the plan. Harvard Business Review Press, Boston 2013, ISBN 978-1-4221-4269-1 (englisch, archive.org).
- Francesca Gino: Rebel talent: Why it pays to break the rules at work and in life. Del Rey Street Books, New York, NY 2018, ISBN 978-0-06-269463-8, S. 283 (englisch).